# Liste der Botschafter Turkmenistans in den Vereinigten Staaten
Die Liste der Botschafter von Turkmenistan in den Vereinigten Staaten bietet einen Überblick über die Leiter der turkmenischen diplomatischen Vertretung in Washington, D.C. in den Vereinigten Staaten. Erster Botschafter Turkmenistans in den Vereinigten Staaten war Khalil Ugur seit 1994.
| Agrément        | Akkreditierung   | Botschafter  | Präsident von Turkmenistan | Präsident der USA | Amtszeitende      |
| --------------- | ---------------- | ------------ | -------------------------- | ----------------- | ----------------- |
| 23. Juni 1994   |                  | Khalil Ugur  | Saparmurat Niyazov         | Bill Clinton      | 21. Dezember 2006 |
| 31. Januar 2001 | 14. Februar 2001 | Meret Orazov | Saparmurat Niyazov         | George W. Bush    | 21. Dezember 2006 |